# Турбодетандер

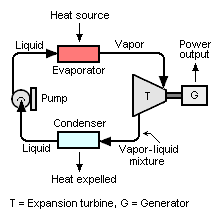
Схема роботи турбодетандера.

Турбодетандер або турбінний детандер (англ. turbo-expander; нім. Expansionsturbine f) — машина (детандер) лопатевого (турбінного) типу для охолодження й скраплення газу.
Турбодетандер – турбоагрегат на основі розширювальної турбіни (перетворює потенційну енергію газу, що подається на турбіну в механічну енергію обертання ротора) і вторинного агрегату, як правило електрогенератора, насоса або компресора, які цю механічну енергію перетворюють в електричну, або потенційну енергію рідини чи газу відповідно.
Турбінні детандери поділяють на:
- доцентрові, відцентрові й осьові;
- активні й реактивні;
- одно- та багатоступінчасті.